# Camposiellina
Camposiellina is een kevergeslacht uit de familie van de boktorren (Cerambycidae). De wetenschappelijke naam van het geslacht werd voor het eerst geldig gepubliceerd in 2005 door Monné.

## Soorten
Camposiellina is monotypisch en omvat slechts de volgende soort:
- Camposiellina sulfureopicta (Lane, 1972)